# Giải bóng đá Ngoại hạng Anh 2015–16
Giải bóng đá Ngoại hạng Anh 2015–16 là mùa giải thứ 24 của Ngoại hạng Anh, giải đấu chuyên nghiệp hàng đầu của Anh. Mùa giải bắt đầu vào ngày 8 tháng 8 năm 2015, và kết thúc vào ngày 15 tháng 5 năm 2016. Lịch thi đấu được công bố vào 17/6/2015. Leicester City là đội vô địch của mùa giải, lần đầu tiên trong lịch sử câu lạc bộ, mặc dù đầu năm tỷ lệ vô địch của họ là 5000/1 (đặt 1 ăn 5000).

## Tóm lược
Leicester City là bất ngờ lớn nhất của mùa giải. Sau cú thoát hiểm ngoạn mục ở mùa giải trước, giới mộ điệu đã dự đoán rằng họ sẽ xuống hạng và các nhà cái đưa ra tỷ lệ 5000-1 (đặt 1 ăn 5000) cho việc họ giành danh hiệu. Sau khi sa thải HLV Nigel Pearson, họ bắt đầu mùa giải mới với "gã thợ hàn" người Ý Claudio Ranieri. Trong khi Pearson được biết đến với tính khí nóng nảy của mình trước truyền thông thì Ranieri lại có tiếng là hài hước. Sự bổ nhiệm này đã được hoan nghênh bởi các chuyên gia, bao gồm cả người hâm mộ của Leicester và cựu cầu thủ Gary Lineker, mặc cho Ranieri gần đây đã bị sa thải khỏi chức vụ đây huấn luyện viên của đội tuyển quốc gia Hy Lạp sau khi bị thất bại nhục nhã trên quần đảo Faroe trong trận đấu cuối cùng của mình.
Mặc dù chiến thắng trong trận mở màn với Sunderland và đứng đầu bảng, họ đã để tuột mất ngôi đầu sau thất bại 5-2 của Arsenal trong tháng Chín. Tuy nhiên, nhờ thành tích ấn tượng của Jamie Vardy - ghi bàn trong 11 trận liên tiếp tại Premier League, "Bầy cáo" vẫn bất bại và trở lại đỉnh bảng xếp hạng - cho đến ngày 26 tháng 12, khi thất bại 1-0 của Liverpool đã khiến họ rơi xuống vị trí thứ hai. Họ một lần nữa chiếm lấy vị trí đầu bảng sau trận hoà 1-1 với Aston Villa vào ngày 16 tháng 1 và vẫn duy trì vị trí trong suốt phần còn lại của mùa giải. Sau trận hòa 2-2 giữa Chelsea và Tottenham Hotspur vào ngày 2 tháng 5 năm 2016, Leicester City đã chính thức lên ngôi vô địch, danh hiệu đầu tiên của họ ở hạng đấu cao nhất của bóng đá Anh, làm lu mờ vị trí thứ hai họ giành được vào năm 1929.
Trong khi đó, nhà vô địch mùa trước Chelsea đã có một mùa giải tệ hại, sa thải HLV José Mourinho vào tháng 12 năm, đứng ở vị trí thứ 10 và không đủ điều kiện dự cúp châu Âu lần đầu tiên trong hai thập kỷ. Eden Hazard, Cầu thủ của năm của PFA Player, đã không ghi được bàn thắng cho đến cuối tháng 4.
Arsenal đang tìm kiếm danh hiệu đầu tiên kể từ năm 2004. Các pháo thủ đã giành vị trí đầu bảng từ Leicester vào đầu tháng Giêng. Tuy nhiên, những kết quả kém bao gồm các trận hòa với Liverpool, Stoke và Southampton, và sự sụt giảm của Chelsea đã khiến họ rơi xuống vị trí thứ 4 vào giữa tháng 2. Họ vẫn tiếp tục bám đuổi nhưng những cú xảy chân trước West Ham, Sunderland và Crystal Palace vào tháng 4 đã khiến hy vọng có danh hiệu của "The Gunners" biến mất. Trong khi đó kình địch thành London là Tottenham Hotspur đã có sáu trận thắng đấu liên, và khi Arsenal thua Man United vào cuối tháng 2, Tottenham nhảy vọt lên vị trí thứ hai, ở đó họ vẫn còn cho đến cuối tuần cuối cùng của mùa giải. Mùa giải chính thức kết thúc với Tottenham sau trận hòa 2-2 tại Chelsea vào ngày 2 tháng 5, họ đã nhận 9 thẻ vàng - một kỷ lục của giải đấu. Sau thất bại 5-1 trước Newcastle United trong trận chung kết, Tottenham đã kết thúc mùa giải ở vị trí thứ ba, một điểm sau Arsenal.
Aston Villa, hiện diện tại Premier League kể từ khi thành lập liên đoàn vào năm 1992, là đội đầu tiên xuống hạng mùa giải này, sau khi thua Manchester United 0-1 ngày 16 tháng 4. Vào ngày 11 tháng 5, Sunderland thắng 3-0 trước Everton, kết quả là Newcastle United và Norwich City xuống hạng với một trận đấu còn lại.
Tất cả các trận đấu cuối cùng của mùa giải được lên kế hoạch tổ chức ngày 15 tháng 5, và để khởi động cùng một lúc. Tuy nhiên, trận đấu của Manchester United với Bournemouth đã được hoãn lại cho một ngày trong tương lai sau khi Old Trafford được di tản vì phát hiện ra một thiết bị đáng ngờ, đã bị phá hủy trong một vụ nổ có kiểm soát. Nó đã được xác nhận là một chất thải còn sót lại từ một bài tập huấn luyện.
Hành trình phi thường của Leicester đã lan tỏa khắp nơi trên thế giới. Thủ tướng David Cameron đăng lời chức mừng trên Tweeter, gọi đó là "Một danh hiệu Premier League phi thường và xứng đáng." Thủ tướng Italy Matteo Renzi cũng đã ca ngợi đồng hương Ranieri.
Chủ tịch Premier League Richard Scudamore miêu tả nó là "câu chuyện điên rồ nhất mà chúng tôi từng biết" ở bóng đá Anh. Huấn luyện viên cũ của Leicester, Martin O'Neill mô tả nó như là "thành tựu vĩ đại nhất của thế kỷ này". Gary Lineker, cựu tiền đạo Leicester, đã nói anh sẽ xuất hiện trên Match of the Day của BBC trong bộ đồ lót của anh nếu Leicester giành danh hiệu. José Mourinho, huấn luyện viên năm 2015 của Chelsea và người thay thế Ranieri tại cùng một đội cách đây 11 năm, đã gửi lời chúc mừng của anh ấy, nói rằng: "Đó là cảm xúc lạ thường mà tôi sống trong khoảnh khắc kỳ diệu này trong sự nghiệp của mình." Ranieri nói sau khi giành danh hiệu đầu tiên ở tuổi 64 rằng ông sẽ không đánh giá cao nó như một thanh niên: "Bây giờ tôi là một ông già tôi có thể cảm thấy nó tốt hơn nhiều."

## Các đội tham dự
Tổng cộng có 20 đội tranh tài trong giải đấu, bao gồm 17 bên từ mùa giải 2014-15 và ba đội được thăng hạng từ Giải vô địch bóng đá 2014-15. Vào ngày 25 tháng 4 năm 2015, Watford trở thành đội vô địch đầu tiên được thăng hạng sau chiến thắng 2-0 trước Brighton & Hove Albion. Vào ngày cuối cùng của mùa giải, AFC Bournemouth đã giành chức vô địch và là lần đầu tiên họ được thăng cấp lên vị trí hàng đầu, với chiến thắng 3-0 trước Charlton Athletic. Norwich City đã trở thành đội bóng thứ ba và cuối cùng được thăng chức sau khi đánh bại Middlesbrough 2-0 trong trận play-off Championship, hồi phục sau sự xuống hạng từ Premier League sau mùa giải 2013-14.
Ba câu lạc bộ quảng cáo thay thế Burnley, Queens Park Rangers và Hull City. Burnley đã bị xuống hạng bất chấp chiến thắng 1-0 tại Hull City, và Queens Park Rangers cũng phải chịu số phận tương tự sau thất bại 6-0 của Manchester City. Hull City trở thành đội thứ ba được hạ xuống sau trận hòa 0-0 với Manchester United vào ngày cuối cùng của mùa giải 2014-15.

### Sân vận động và địa điểm thi đấu
| Đội bóng             | Địa phương          | Sân vận động          |
| -------------------- | ------------------- | --------------------- |
| Arsenal              | Luân Đôn            | Emirates              |
| Aston Villa          | Birmingham          | Villa Park            |
| Bournemouth          | Bournemouth         | Dean Court            |
| Chelsea              | Luân Đôn            | Stamford Bridge       |
| Crystal Palace       | Luân Đôn            | Selhurst Park         |
| Everton              | Liverpool           | Goodison Park         |
| Leicester City       | Leicester           | King Power            |
| Liverpool            | Liverpool           | Anfield               |
| Manchester City      | Manchester          | Etihad                |
| Manchester United    | Manchester          | Old Trafford          |
| Newcastle United     | Newcastle upon Tyne | St James' Park        |
| Norwich City         | Norwich             | Carrow Road           |
| Southampton          | Southampton         | St Mary               |
| Stoke City           | Stoke-on-Trent      | Britannia             |
| Sunderland           | Sunderland          | Sân vận động Ánh sáng |
| Swansea City         | Swansea             | Liberty               |
| Tottenham Hotspur    | Luân Đôn            | White Hart Lane       |
| Watford              | Watford             | Vicarage Road         |
| West Bromwich Albion | West Bromwich       | The Hawthorns         |
| West Ham United      | Luân Đôn            | Boleyn Ground         |

### Những Huấn luyện viên và nhà tài trợ
| Đội bóng             | Huấn luyện viên1         | Đội trưởng         | Nhà sản xuất áo | Nhà tài trợ áo     |
| -------------------- | ------------------------ | ------------------ | --------------- | ------------------ |
| AFC Bournemouth      | Eddie Howe               | Tommy Elphick      | JD Sports       | Mansion Group      |
| Arsenal              | Arsène Wenger            | Mikel Arteta       | Puma            | Emirates           |
| Aston Villa          | Eric Black (tạm quyền)   | Micah Richards     | Macron          | Intuit QuickBooks  |
| Chelsea              | Guus Hiddink (tạm quyền) | John Terry         | Adidas          | Yokohama           |
| Crystal Palace       | Alan Pardew              | Mile Jedinak       | Macron          | Mansion Group      |
| Everton              | Joe Royle (tạm quyền)    | Phil Jagielka      | Umbro           | Chang              |
| Leicester City       | Claudio Ranieri          | Wes Morgan         | Puma            | King Power         |
| Liverpool            | Jürgen Klopp             | Jordan Henderson   | New Balance     | Standard Chartered |
| Manchester City      | Manuel Pellegrini        | Vincent Kompany    | Nike            | Etihad Airways     |
| Manchester United    | Louis van Gaal           | Wayne Rooney       | Adidas          | Chevrolet          |
| Newcastle United     | Rafael Benítez           | Fabricio Coloccini | Puma            | Wonga              |
| Norwich City         | Alex Neil                | Russell Martin     | Erreà           | Aviva              |
| Southampton          | Ronald Koeman            | José Fonte         | Adidas          | Veho               |
| Stoke City           | Mark Hughes              | Ryan Shawcross     | New Balance     | Bet365             |
| Sunderland           | Sam Allardyce            | John O'Shea        | Adidas          | Dafabet            |
| Swansea City         | Francesco Guidolin       | Ashley Williams    | Adidas          | GWFX               |
| Tottenham Hotspur    | Mauricio Pochettino      | Hugo Lloris        | Under Armour    | AIA                |
| Watford              | Quique Flores            | Troy Deeney        | Puma            | 138.com            |
| West Bromwich Albion | Tony Pulis               | Darren Fletcher    | Adidas          | Tlcbet             |
| West Ham United      | Slaven Bilić             | Mark Noble         | Umbro           | Betway             |

### Các đội thay đổi huấn luyện viên
| Đội bóng          | HLV cũ            | Lý do kết thúc     | Thời gian kết thúc   | Vị trí bảng xếp hạng | HLV mới            | Ngày tiếp nhận           |
| ----------------- | ----------------- | ------------------ | -------------------- | -------------------- | ------------------ | ------------------------ |
| West Ham United   | Sam Allardyce     | Kết thúc hợp đồng  | 24 tháng 5 năm 2015  | Trước mùa giải       | Slaven Bilić       | 9 tháng 6 năm 2015       |
| Watford           | Slaviša Jokanović | Kết thúc hợp đồng  | 5 tháng 6 năm 2015   | Trước mùa giải       | Quique Flores      | 5 tháng 6 năm 2015       |
| Newcastle United  | John Carver       | Sa thải            | 9 tháng 6 năm 2015   | Trước mùa giải       | Steve McClaren     | 10 tháng 6 năm 2015      |
| Leicester City    | Nigel Pearson     | Sa thải            | 30 tháng 6 năm 2015  | Trước mùa giải       | Claudio Ranieri    | 13 tháng 7 năm 2015      |
| Sunderland        | Dick Advocaat     | Từ bỏ              | 4 tháng 10 năm 2015  | Thứ 19               | Sam Allardyce      | 9 tháng 10 năm 2015      |
| Liverpool         | Brendan Rodgers   | Sa thải            | 4 tháng 10 năm 2015  | Thứ 10               | Jürgen Klopp       | 8 tháng 10 năm 2015      |
| Aston Villa       | Tim Sherwood      | Sa thải            | 25 tháng 10 năm 2015 | Thứ 19               | Rémi Garde         | 2 tháng 11 năm 2015      |
| Swansea City      | Garry Monk        | Sa thải            | 9 tháng 12 năm 2015  | Thứ 15               | Alan Curtis        | 7 tháng 1 năm 2016       |
| Chelsea           | José Mourinho     | Sa thải            | 17 tháng 12 năm 2015 | Thứ 16               | Guus Hiddink       | 19 tháng 12 năm 2015     |
| Swansea City      | Alan Curtis       | Kết thúc tạm quyền | 18 tháng 1 năm 2016  | Thứ 18               | Francesco Guidolin | 18 tháng 1 năm 2016      |
| Newcastle United  | Steve McClaren    | Sa thải            | 11 tháng 3 năm 2016  | Thứ 19               | Rafael Benítez     | 11 tháng 3 năm 2016      |
| Aston Villa       | Rémi Garde        | Sa thải            | 29 tháng 3 năm 2016  | Thứ 20               | Eric Black         | 29 tháng 3 năm 2016      |
| Everton           | Roberto Martínez  | Sa thải            | 12 tháng 5 năm 2016  | Thứ 12               | Ronald Koeman      | ngày 14 tháng 6 năm 2016 |
| Manchester United | Louis van Gaal    | Sa thải            | 23 tháng 5 năm 2016  | Thứ 5                | José Mourinho      | ngày 27 tháng 5 năm 2016 |

## Kết quả

### Bảng xếp hạng mùa giải
| VT | Đội                  | ST | T  | H  | B  | BT | BB | HS  | Đ  | Giành quyền tham dự hoặc xuống hạng          |
| -- | -------------------- | -- | -- | -- | -- | -- | -- | --- | -- | -------------------------------------------- |
| 1  | Leicester City (C)   | 38 | 23 | 12 | 3  | 68 | 36 | +32 | 81 | Tham dự vòng bảng Champions League           |
| 2  | Arsenal              | 38 | 20 | 11 | 7  | 65 | 36 | +29 | 71 | Tham dự vòng bảng Champions League           |
| 3  | Tottenham Hotspur    | 38 | 19 | 13 | 6  | 69 | 35 | +34 | 70 | Tham dự vòng bảng Champions League           |
| 4  | Manchester City      | 38 | 19 | 9  | 10 | 71 | 41 | +30 | 66 | Tham dự vòng loại trực tiếp Champions League |
| 5  | Manchester United    | 38 | 19 | 9  | 10 | 49 | 35 | +14 | 66 | Tham dự vòng bảng Europa League              |
| 6  | Southampton          | 38 | 18 | 9  | 11 | 59 | 41 | +18 | 63 | Tham dự Vòng sơ loại thứ ba Europa League    |
| 7  | West Ham United      | 38 | 16 | 14 | 8  | 65 | 51 | +14 | 62 |                                              |
| 8  | Liverpool            | 38 | 16 | 12 | 10 | 63 | 50 | +13 | 60 |                                              |
| 9  | Stoke City           | 38 | 14 | 9  | 15 | 41 | 55 | −14 | 51 |                                              |
| 10 | Chelsea              | 38 | 12 | 14 | 12 | 59 | 53 | +6  | 50 |                                              |
| 11 | Everton              | 38 | 11 | 14 | 13 | 59 | 55 | +4  | 47 |                                              |
| 12 | Swansea City         | 38 | 12 | 11 | 15 | 42 | 52 | −10 | 47 |                                              |
| 13 | Watford              | 38 | 12 | 9  | 17 | 40 | 50 | −10 | 45 |                                              |
| 14 | West Bromwich Albion | 38 | 10 | 13 | 15 | 34 | 48 | −14 | 43 |                                              |
| 15 | Crystal Palace       | 38 | 11 | 9  | 18 | 39 | 51 | −12 | 42 |                                              |
| 16 | AFC Bournemouth      | 38 | 11 | 9  | 18 | 45 | 67 | −22 | 42 |                                              |
| 17 | Sunderland           | 38 | 9  | 12 | 17 | 48 | 62 | −14 | 39 |                                              |
| 18 | Newcastle United (R) | 38 | 9  | 10 | 19 | 44 | 65 | −21 | 37 | Xuống hạng Football League Championship      |
| 19 | Norwich City (R)     | 38 | 9  | 7  | 22 | 39 | 67 | −28 | 34 | Xuống hạng Football League Championship      |
| 20 | Aston Villa (R)      | 38 | 3  | 8  | 27 | 27 | 76 | −49 | 17 | Xuống hạng Football League Championship      |

### Kết quả chi tiết
| S.nhà ╲ S.khách              | ARS | AST | BOU | CHE | CPA | EVE | LEI | LIV | MCI | MUN | NEW | NOR | SOT | STO | SUN | Bản mẫu:Fb team Swansea City | TOT | WAT | WBA | WHA |
| Arsenal                      |     | 4–0 | 2–0 | 0–1 | 1–1 | 2–1 | 2–1 | 0–0 | 2–1 | 3–0 | 1–0 | 1–0 | 0–0 | 2–0 | 3–1 | 1–2                          | 1–1 | 4–0 | 2–0 | 0–2 |
| Aston Villa                  | 0–2 |     | 1–2 | 0–4 | 1–0 | 1–3 | 1–1 | 0–6 | 0–0 | 0–1 | 0–0 | 2–0 | 2–4 | 0–1 | 2–2 | 1–2                          | 0–2 | 2–3 | 0–1 | 1–1 |
| AFC Bournemouth              | 0–2 | 0–1 |     | 1–4 | 0–0 | 3–3 | 1–1 | 1–2 | 0–4 | 2–1 | 0–1 | 3–0 | 2–0 | 1–3 | 2–0 | 3–2                          | 1–5 | 1–1 | 1–1 | 1–3 |
| Chelsea                      | 2–0 | 2–0 | 0–1 |     | 1–2 | 3–3 | 1–1 | 1–3 | 0–3 | 1–1 | 5–1 | 1–0 | 1–3 | 1–1 | 3–1 | 2–2                          | 2–2 | 2–2 | 2–2 | 2–2 |
| Crystal Palace               | 1–2 | 2–1 | 1–2 | 0–3 |     | 0–0 | 0–1 | 1–2 | 0–1 | 0–0 | 5–1 | 1–0 | 1–0 | 2–1 | 0–1 | 0–0                          | 1–3 | 1–2 | 2–0 | 1–3 |
| Everton                      | 0–2 | 4–0 | 2–1 | 3–1 | 1–1 |     | 2–3 | 1–1 | 0–2 | 0–3 | 3–0 | 3–0 | 1–1 | 3–4 | 6–2 | 1–2                          | 1–1 | 2–2 | 0–1 | 2–3 |
| Leicester City               | 2–5 | 3–2 | 0–0 | 2–1 | 1–0 | 3–1 |     | 2–0 | 0–0 | 1–1 | 1–0 | 1–0 | 1–0 | 3–0 | 4–2 | 4–0                          | 1–1 | 2–1 | 2–2 | 2–2 |
| Liverpool                    | 3–3 | 3–2 | 1–0 | 1–1 | 1–2 | 4–0 | 1–0 |     | 3–0 | 0–1 | 2–2 | 1–1 | 1–1 | 4–1 | 2–2 | 1–0                          | 1–1 | 2–0 | 2–2 | 0–3 |
| Manchester City              | 2–2 | 4–0 | 5–1 | 3–0 | 4–0 | 0–0 | 1–3 | 1–4 |     | 0–1 | 6–1 | 2–1 | 3–1 | 4–0 | 4–1 | 2–1                          | 1–2 | 2–0 | 2–1 | 1–2 |
| Manchester United            | 3–2 | 1–0 | 3–1 | 0–0 | 2–0 | 1–0 | 1–1 | 3–1 | 0–0 |     | 0–0 | 1–2 | 0–1 | 3–0 | 3–0 | 2–1                          | 1–0 | 1–0 | 2–0 | 0–0 |
| Newcastle United             | 0–1 | 1–1 | 1–3 | 2–2 | 1–0 | 0–1 | 0–3 | 2–0 | 1–1 | 3–3 |     | 6–2 | 2–2 | 0–0 | 1–1 | 3–0                          | 5–1 | 1–2 | 1–0 | 2–1 |
| Norwich City                 | 1–1 | 2–0 | 3–1 | 1–2 | 1–3 | 1–1 | 1–2 | 4–5 | 0–0 | 0–1 | 3–2 |     | 1–0 | 1–1 | 0–3 | 1–0                          | 0–3 | 4–2 | 0–1 | 2–2 |
| Southampton                  | 4–0 | 1–1 | 2–0 | 1–2 | 4–1 | 0–3 | 2–2 | 3–2 | 4–2 | 2–3 | 3–1 | 3–0 |     | 0–1 | 1–1 | 3–1                          | 0–2 | 2–0 | 3–0 | 1–0 |
| Stoke City                   | 0–0 | 2–1 | 2–1 | 1–0 | 1–2 | 0–3 | 2–2 | 0–1 | 2–0 | 2–0 | 1–0 | 3–1 | 1–2 |     | 1–1 | 2–2                          | 0–4 | 0–2 | 0–1 | 2–1 |
| Sunderland                   | 0–0 | 3–1 | 1–1 | 3–2 | 2–2 | 3–0 | 0–2 | 0–1 | 0–1 | 2–1 | 3–0 | 1–3 | 0–1 | 2–0 |     | 1–1                          | 0–1 | 0–1 | 0–0 | 2–2 |
| Bản mẫu:Fb team Swansea City | 0–3 | 1–0 | 2–2 | 1–0 | 1–1 | 0–0 | 0–3 | 3–1 | 1–1 | 2–1 | 2–0 | 1–0 | 0–1 | 0–1 | 2–4 |                              | 2–2 | 1–0 | 1–0 | 0–0 |
| Tottenham Hotspur            | 2–2 | 3–1 | 3–0 | 0–0 | 1–0 | 0–0 | 0–1 | 0–0 | 4–1 | 3–0 | 1–2 | 3–0 | 1–2 | 2–2 | 4–1 | 2–1                          |     | 1–0 | 1–1 | 4–1 |
| Watford                      | 0–3 | 3–2 | 0–0 | 0–0 | 0–1 | 1–1 | 0–1 | 3–0 | 1–2 | 1–2 | 2–1 | 2–0 | 0–0 | 1–2 | 2–2 | 1–0                          | 1–2 |     | 0–0 | 2–0 |
| West Bromwich Albion         | 2–1 | 0–0 | 1–2 | 2–3 | 3–2 | 2–3 | 2–3 | 1–1 | 0–3 | 1–0 | 1–0 | 0–1 | 0–0 | 2–1 | 1–0 | 1–1                          | 1–1 | 0–1 |     | 0–3 |
| West Ham United              | 3–3 | 2–0 | 3–4 | 2–1 | 2–2 | 1–1 | 1–2 | 2–0 | 2–2 | 3–2 | 2–0 | 2–2 | 2–1 | 0–0 | 1–0 | 1–4                          | 1–0 | 3–1 | 1–1 |     |

Cập nhật lần cuối: 17 tháng 5 năm 2016.
Nguồn: Barclays Premier League football scores & results
1 ^ Đội chủ nhà được liệt kê ở cột bên tay trái.
Màu sắc: Xanh = Chủ nhà thắng; Vàng = Hòa; Đỏ = Đội khách thắng.

## Những thống kê mùa giải

### Bàn thắng

#### Tốp ghi bàn
Tính đến cập nhật ngày 15 tháng 5 năm 2016.
| Xếp hạng | Cầu thủ        | Câu lạc bộ        | Số bàn thắng |
| -------- | -------------- | ----------------- | ------------ |
| 1        | Harry Kane     | Tottenham Hotspur | 25           |
| 2        | Sergio Agüero  | Manchester City   | 24           |
| 2        | Jamie Vardy    | Leicester City    | 24           |
| 4        | Romelu Lukaku  | Everton           | 18           |
| 5        | Riyad Mahrez   | Leicester City    | 17           |
| 6        | Olivier Giroud | Arsenal           | 16           |
| 7        | Jermain Defoe  | Sunderland        | 15           |
| 7        | Odion Ighalo   | Watford           | 15           |
| 9        | Troy Deeney    | Watford           | 13           |
| 9        | Alexis Sánchez | Arsenal           | 13           |

#### Ghi 3 bàn thắng
| Cầu thủ              | Câu lạc bộ        | Đối thủ          | Kết quả | Ngày                 | Chú thích |
| -------------------- | ----------------- | ---------------- | ------- | -------------------- | --------- |
| Callum Wilson        | AFC Bournemouth   | West Ham United  | 4–3     | 22 tháng 8 năm 2015  | [ 97 ]    |
| Steven Naismith      | Everton           | Chelsea          | 3–1     | 12 tháng 9 năm 2015  | [ 98 ]    |
| Alexis Sánchez       | Arsenal           | Leicester City   | 5–2     | 26 tháng 9 năm 2015  | [ 99 ]    |
| Sergio Agüero5       | Manchester City   | Newcastle United | 6–1     | 3 tháng 10 năm 2015  | [ 100 ]   |
| Raheem Sterling      | Manchester City   | AFC Bournemouth  | 5–1     | 17 tháng 10 năm 2015 | [ 101 ]   |
| Georginio Wijnaldum4 | Newcastle United  | Norwich City     | 6–2     | 18 tháng 10 năm 2015 | [ 102 ]   |
| Harry Kane           | Tottenham Hotspur | AFC Bournemouth  | 5–1     | 25 tháng 10 năm 2015 | [ 103 ]   |
| Arouna Koné          | Everton           | Sunderland       | 6–2     | 1 tháng 11 năm 2015  | [ 104 ]   |
| Riyad Mahrez         | Leicester City    | Swansea City     | 3–0     | 5 tháng 12 năm 2015  | [ 105 ]   |
| Jermain Defoe        | Sunderland        | Swansea City     | 4–2     | 13 tháng 1 năm 2016  | [ 106 ]   |
| Andy Carroll         | West Ham United   | Arsenal          | 3–3     | 9 tháng 4 năm 2016   | [ 107 ]   |
| Sergio Agüero        | Manchester City   | Chelsea          | 3–0     | 16 tháng 4 năm 2016  | [ 108 ]   |
| Sadio Mané           | Southampton       | Manchester City  | 4–2     | 1 tháng 5 năm 2016   | [ 109 ]   |
| Olivier Giroud       | Arsenal           | Aston Villa      | 4–0     | 15 tháng 5 năm 2016  | [ 110 ]   |

Ghi chú
4 Cầu thủ ghi 4 bàn trong một trận
5 Cầu thủ ghi 5 bàn trong một trận

#### Giữ sạch lưới
Tính đến Ngày 15 tháng 5 năm 2016.
| Xếp hạng | Cầu thủ           | Câu lạc bộ        | Số trận Giữ sạch lưới |
| -------- | ----------------- | ----------------- | --------------------- |
| 1        | Petr Čech         | Arsenal           | 16                    |
| 2        | David de Gea      | Manchester United | 15                    |
| 2        | Joe Hart          | Manchester City   | 15                    |
| 2        | Kasper Schmeichel | Leicester City    | 15                    |
| 5        | Hugo Lloris       | Tottenham Hotspur | 13                    |
| 6        | Heurelho Gomes    | Watford           | 11                    |
| 6        | Simon Mignolet    | Liverpool         | 11                    |
| 8        | Jack Butland      | Stoke City        | 10                    |
| 9        | Adrián            | West Ham United   | 9                     |
| 9        | Łukasz Fabiański  | Swansea City      | 9                     |

### Kỷ luật
Tính đến cập nhật ngày 11 tháng 5 năm 2016

#### Cầu thủ
- Nhiều thẻ vàng nhất: 11[111]
  - Jack Colback (Newcastle)
- Nhiều thẻ đỏ nhất: 3[111]
  - Victor Wanyama (Southampton)

#### Câu lạc bộ
- Nhiều thẻ vàng nhất: 74[112]
  - Aston Villa
- Nhiều thẻ đỏ nhất: 6[112]
  - Southampton

## Các giải thưởng

### Giải thưởng tháng
| Tháng    | Huấn luyện viên       | Huấn luyện viên   | Cầu thủ         | Cầu thủ           | Tham khảo |
| Tháng    | Huấn luyện viên       | Câu lạc bộ        | Cầu thủ         | Câu lạc bộ        | Tham khảo |
| -------- | --------------------- | ----------------- | --------------- | ----------------- | --------- |
| Tháng 8  | Manuel Pellegrini     | Manchester City   | André Ayew      | Swansea City      | [ 113 ]   |
| Tháng 9  | Mauricio Pochettino   | Tottenham Hotspur | Anthony Martial | Manchester United | [ 114 ]   |
| Tháng 10 | Arsène Wenger         | Arsenal           | Jamie Vardy     | Leicester City    | [ 115 ]   |
| Tháng 11 | Claudio Ranieri       | Leicester City    | Jamie Vardy     | Leicester City    | [ 116 ]   |
| Tháng 12 | Quique Sánchez Flores | Watford           | Odion Ighalo    | Watford           | [ 117 ]   |
| Tháng 1  | Ronald Koeman         | Southampton       | Sergio Agüero   | Manchester City   | [ 118 ]   |
| Tháng 2  | Mauricio Pochettino   | Tottenham Hotspur | Fraser Forster  | Southampton       | [ 119 ]   |
| Tháng 3  | Claudio Ranieri       | Leicester City    | Harry Kane      | Tottenham Hotspur | [ 120 ]   |
| Tháng 4  | Claudio Ranieri       | Leicester City    | Sergio Agüero   | Manchester City   | [ 121 ]   |

### Giải thưởng cá nhân
| De Gea Alderweireld Bellerín Morgan Rose Mahrez Alli Kanté Payet Vardy Kane Đội hình xuất sắc nhất mùa giải của PFA |

#### Cầu thủ xuất sắc nhất mùa giải ngoại hạng Anh
Jamie Vardy.

#### Cầu thủ xuất sắc nhất mùa giải do PFA bình chọn
Riyad Mahrez.

#### Đội hình của năm do PFA bình chọn
Đội hình xuất sắc nhất mùa giải của PFA:
- Thủ môn: David de Gea (Manchester United)
- Hậu vệ: Héctor Bellerín (Arsenal), Wes Morgan (Leicester City), Toby Alderweireld (Tottenham Hotspur), Danny Rose (Tottenham Hotspur)
- Tiền vệ: Riyad Mahrez (Leicester City), Dele Alli (Tottenham Hotspur), N'Golo Kanté (Leicester City), Dimitri Payet (West Ham United)
- Tiền đạo: Jamie Vardy (Leicester City), Harry Kane (Tottenham Hotspur)

#### Cầu thủ trẻ xuất sắc nhất mùa giải do PFA bình chọn
Dele Alli.

#### Cầu thủ xuất sắc nhất mùa giải do FWA bình chọn
Jamie Vardy.